# Eruguera de Boyer
L'eruguera de Boyer (Coracina boyeri) és una espècie d'ocell de la família dels campefàgids (Campephagidae). Habita el bosc de les terres baixes de Salawati i Misool, a les illes Raja Ampat. Nova Guinea, incloent les illes Yapen.